# Прощавай, зелене літа...
«Прощавай, зелене літа...» — радянський художній фільм 1985 року, знятий режисером Ельйором Ішмухамедовим на кіностудії «Узбекфільм».

## Сюжет
Тимур та Ульфат люблять один одного, але батьки дівчини вважають юнака негідним їхньої красуні доньки. Молоді люди наважуються на втечу та проводять у горах кілька щасливих днів. Проте їх наздоганяють брати Ульфат. Вони б'ють юнака і відвозять сестру — їй належить вийти заміж за нелюбого. Тимур намагається всіма засобами довести родичам коханої дівчини та собі, що вартий їхньої родини. Але Ульфат видають заміж за іншого, після чого молодята їдуть за кордон. Тимур закінчує інститут та стає директором великого автосервісу. Тільки це не приносить йому щастя. Через кілька років зустрівши Ульфат, він зрозумів, що втратив найголовніше — себе. Намагаючись викрити серйозний злочин, Тимур гине.

## У ролях
- Фахраддін Манафов — Тимур Ісмаїлов (озвучив Володимир Антоник)
- Лариса Бєлогурова — Ульфат (озвучила Ольга Гаспарова)
- Уктам Лукманова — мати Тимура
- Ато Мухамеджанов — батько Ульфат
- Рустам Сагдуллаєв — Рустам, авторемонтник
- Борислав Брондуков — дядько Саша, майстер (роль озвучив Ігор Єфімов)
- Артик Джаллиєв — Артик Алійович
- Шухрат Іргашев — Туркум Нурзійович Рузаєв, начальник відділу тресту
- Фуркат Файзієв — Тимур Ісмаїлов в юності
- Отабек Мірзаєв — Тимур Ісмаїлов в дитинстві
- Маріам Фархаді — Ульфат в юності
- Фатіма Фархаді — Ульфат в дитинстві
- Тетяна Логінова — тітка Поля, дружина дядька Саши
- Саїда Бородіна — мати Тимура, в молодості
- Ліка Кавжарадзе — акторка, сусідка
- Мурад Раджабов — сусід
- Машраб Кімсанов — офіцер, залицяльник акторки
- М. Мірзабеков — епізод
- Махамадалі Мухамадієв — сусід
- Михайло Камінський — дядько Ізя
- Мукамбар Рахімова — сусідка
- Рустам Уразаєв — син Артика Алійовича
- Матякуб Матчанов — брат Ульфат
- А. Кадиров — брат Ульфат
- Аброр Турсунов — авторемонтник
- Салохіддін Зіямухамедов — епізод
- А. Абдукарімов — епізод
- Джаксилик Давлетов — епізод
- Мірзабек Холмедов — авторемонтник
- Г. Барг — епізод
- Фаріда Мумінова — сестра Ульфат
- Бахтіяр Закіров — епізод
- М. Бахрамходжаєв — епізод
- Тахір Нармухамедов — епізод
- Рано Хамрокулова — епізод
- Віталій Леонов — геодезист
- Шаріф Кабулов — епізод
- Н. Туляганов — епізод
- Максуд Атабаєв — епізод
- Ахмаджон Унарбаєв — епізод
- Айбарчин Бакірова — дружина Тимура
- Ф. Разикова — епізод
- Якуб Ахмедов — секретар парткому
- Костянтин Бутаєв — сусід
- Хоммат Муллик — корумпований чиновник
- Меліс Абзалов — обманутий клієнт
- Ровшан Агзамов — авторемонтник
- Раджаб Адашев — директор авторемонтної майстерні
- Фархад Амінов — авторемонтник
- Таріель Касімов — Абдулла Магрупов, майстер
- Рано Кубаєва — епізод
- Зухрітдін Режаметов — молодий лікар
- Джавлон Хамраєв — офіціант у потязі
- Рано Хамраєва — епізод
- Хусан Шарипов — корумпований чиновник
- Рафік Юсупов — епізод

## Знімальна група
- Режисер — Ельйор Ішмухамедов
- Сценаристи — Джасур Ісхаков, Ельйор Ішмухамедов
- Оператор — Юрій Любшин
- Композитор — Едуард Артем'єв
- Художник — Ігор Гуленко